# 1 Pułk Huzarów Cesarstwa Austriackiego
1 Pułk Huzarów Cesarstwa Austriackiego – jeden z austriackich pułków kawalerii okresu Cesarstwa Austriackiego.

## Wcześniejsza nomenklatura
- 1769: 1 Pułk Kawalerii
- 1798: 1 Pułk Huzarów

## Garnizony

### Przed powstaniem Cesarstwa
- 1786-1788: Złoczów (Rzeszów przez krótki okres w 1787)
- 1791-1793: Novosielica
- 1797: Mühldorf in Bayern
- 1798-1799: Möhringen
- 1801: Złoczów
- 1803-1806: Żółkiew

### Po powstaniu Cesarstwa
- 1804-1806: Żółkiew
- 1808-1809: Siedlec
- 1810-1812: Opawa (Troppau)
- 1814-1815: Gródek
- 1816: Újpécs